# Юртчу, Оджак Ишик
Оджак Ишик Юртчу (1945 — 8 сентября 2012) — турецкий журналист. В 1993—1997 годах за статьи, связанные с освещением о турецко-курдского конфликта, провёл в заключении 32 месяца. «The New York Times» назвал этот случай символом борьбы за свободу прессы в Турции. В 1996 году Комитет защиты журналистов наградил Юртчу Международной премией за свободу прессы.

## Предыстория
Журналистская карьера Юртчу началась в 1966 с должности сотрудника «Ekspres». В течение последующих 25 лет он работал в ряде различных изданий, среди которых были «Yenigun», «Ulus», «Politika», «Dunya», «Demokrat», «Gunes», «Cumhuriyet», and «Yeni Halkci». В 1971 году Юртчу опубликовал серия статей о пытках политических заключённых. В 1975 году он был избран почётным членом национального союза писателей Турции.
Незадолго до своего ареста Юртчу стал редактором газеты «Özgür Gündem», которая в основном занималась освещением турецко-курдского конфликта. После того, как Юртчу стал редактором Özgür Gündem, газете удалось достичь тиража в 100 тысяч экземпляров, такой высокий тираж на тот момент являлся в Турции рекордным для независимой газеты.

## Арест
В 1993 году Юртчу был арестован. Он был обвинён в том, что содержание статей, публиковавшихся в «Özgür Gündem», нарушило статьи 6, 7 и 8 турецкого закона о борьбе с терроризмом, а также статью 312 уголовного кодекса. Юртчу был лишь редактором газеты и не писал статей, содержание которых ставилось ему в вину, но несмотря на это он был признан виновным и приговорён к 15-летнему тюремному заключению. Позднее Юртчу так прокомментировал свой приговор: «Никто в мире не получал такой длительный тюремный срок, за статьи, написанные другими людьми». В декабре 1994 года суд отклонил апелляцию, поданную Юртчу и он был отправлен в тюрьму. Также суд постановил, что газета «Özgür Gündem» должна быть закрыта.
Комитет защиты журналистов назвал случай с Юртчу показательным, так в то время в Турции было больше журналистов, находящихся в заключении, чем в любой другой стране. Организация «Репортёры без границ» начала кампанию за освобождение Юртчу. Организация «Amnesty International» признала Юртчу узником совести. Комитет защиты журналистов наградил Оджака Юртчу Международной премией за свободу прессы. «Репортёры без границ» — премией «Reporters Without Borders/Fondation de France Prize».
14 августа 1997 года парламент Турции частично амнистировал Юртчу и несколько других журналистов, находящихся в заключении. На следующий день Юртчу был выпущен из тюрьмы.